# Liggeren

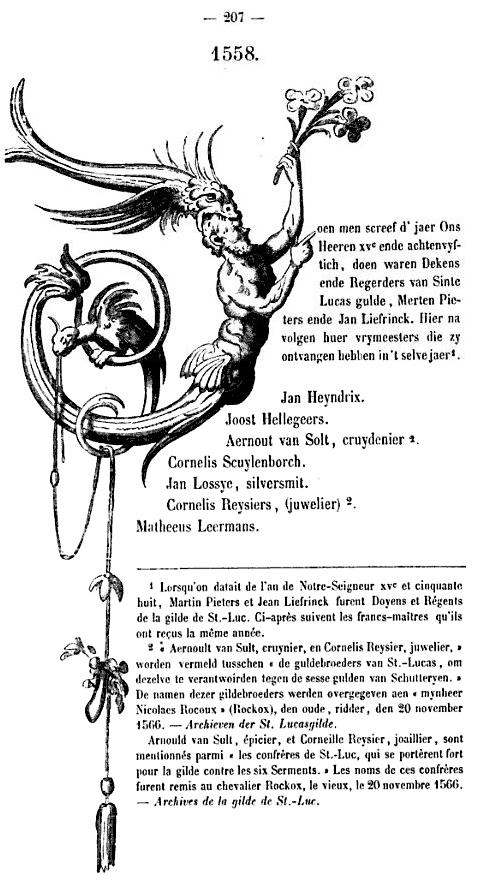
Page représentant l'année 1558 des Liggeren.

Les Liggeren sont le nom des registres ou archives de la guilde de Saint-Luc d'Anvers.
Ces archives sont une importante source d'informations biographiques concernant des peintres flamands. 

## Publication
Ces archives ont été « établies et rédigées » par Ph. Rombouts et Th. De Lerius sous le double titre de De Liggeren en andere historische archieven der Antwerpsche Sint Lucasgilde onder zinspreuk: « Wt ionsten versaemt »et de Les Liggeren et autres archives historiques de la Guilde anversoise de saint Luc.
Ce travail a été publié en édition bilingue (en néerlandais et en français) par Feliciaen Baggerman, successeur de J. De Koninck, Kaesrui/Canal au Fromage 12, à Anvers, et imprimé par J. E. Buschmann de 1872 à 1876.

## Description
La première partie couvre la période de 1453 à 1615, avec des extraits des comptes les plus anciens conservés (1610-1615), associés à des registres d'inscription et de frais funéraires.
La deuxième partie contient les Liggeren de 1629-1720, année où, selon la préface, la guilde a été démantelée par les Français.
La guilde de Saint-Luc a été fondée en 1382, mais pour la période de 1382 à 1453, aucune information n'a été incluse dans le travail de Rombouts et Van Lerius. L'enregistrement des inscriptions des maîtres et des élèves dans les Liggeren a en effet commencé en 1453.